# Білик Михайло Йосипович
Білик Михайло Йосипович (28.02.1889 — 24.02.1970) — відомий український літературознавець, мовознавець, перекладач, учений, педагог, професор Львівського університету імені Івана Франка. Батько діяча ОУН і УПА Івана Білика.

## Біографія
Народився у селі Верчани, на Стрийщині, в родині хлібороба Йосипа Білика. Після закінчення школи у Верчанах вчиться у Стрийській гімназії № 1 (тепер СШ № 7), яку закінчує з відзнакою у 1909 році. Тоді ж вступає до Львівського університету на філологічний факультет.

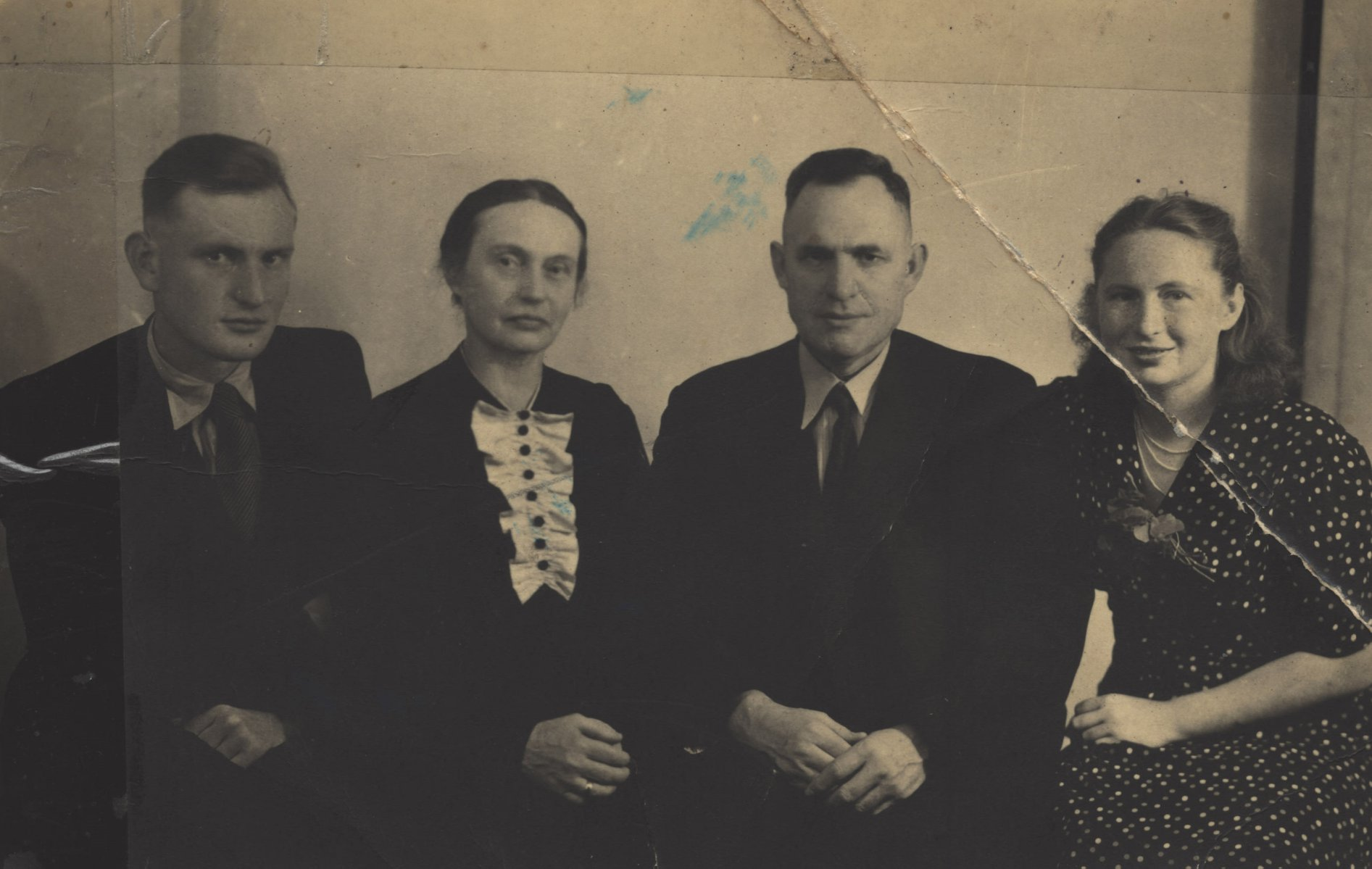
Михайло Білик з дружиною, дочкою та сином Іваном Біликом

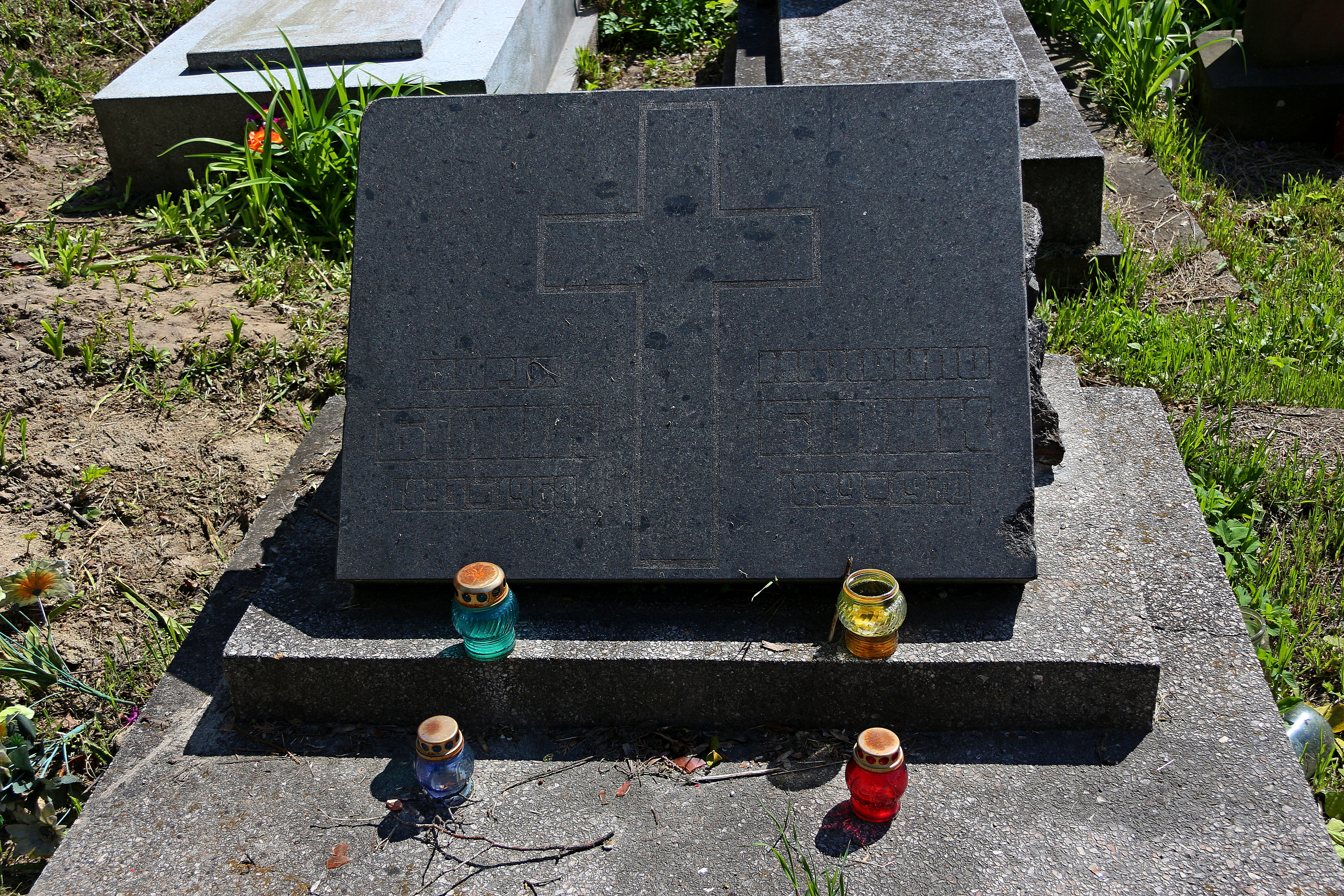

В 1910 році переїхав на навчання до Відня. Навчаючись у Відні, був головою студентського товариства «Січ». У 1914 році закінчив університетське навчання на кафедрі класичної філології. Працював контролерем Українського Червоного Хреста у Відні.
З 1914 по 1933 працює на педагогічній ниві у Стрию. У Стрийській гімназії навчає таких учнів як Степана Бандеру, Мирослава Любачівського, Олексу Гасина, Григорія Барабаша.
З 1920 по 1929 роки керує дівочою учительською семінарією у Стрию. Веде активну громадську діяльність. 27 жовтня 1921 року був обраний заступником голови стрийської «Просвіти».
У ці роки у Львові виходить журнал класичних мов і античної культури польською мовою «Фільомата» під редакцією професора Р. Ганшинця. Михайло Білик надсилає до журналу свої статті і перемагає на конкурсі по відбору кандидатів на поїздку до Греції. У Греції він знайомиться з пам'ятками літератури античного світу. Після I світової війни професор Ганшинець запрошує М. Білика викладати на кафедрі класичної філології Львівського університету.
У 1933 році у зв'язку з репресіями, які прокотилися в Стрию, він переїхав до Лодзі, де працював у жіночій гімназії імені Шанецької, яка мала велику славу і на той час була однією з найпередовіших в країні. Тут Михайло Білик давав показові лекції, на які приїжджали викладачі класичних мов з різних гімназій Польщі. Після цих лекцій професора перевели до Варшави, як одного з найкращих викладачів класичних мов у довоєнній Польщі.
30-40-ві роки були багаті науковою роботою. Михайло Білик опублікував декілька своїх статей науково-методичного змісту та переклад чотирьох книг «Енеїди» Вергілія (Стрий, 1934 р.).
На початку 1940 року, під час німецької окупації, М. Білик їде в Холм інспектором народних шкіл, де створює п'ять гімназій на Холмщині. Пізніше працює директором новоорганізованої української гімназії в Холмі в кураторії Люблінського дистрикту. У 1942 році Михайла Білика, як знавця німецької мови, відкликали до Львова, де він працював інспектором українських гімназій в Управлінні шкіл Галичини.
Восени 1944 року професор переїхав до Стрия, де працював інспектором середніх шкіл, викладав українську мову і літературу в середніх школах № 5 і 6. На цій посаді Білик працював до 1946 року і всюди, де б він не був, виявляв себе висококваліфікованим спеціалістом, сумлінним і вимогливим педагогом, надзвичайно чесною і принциповою людиною. Передавав молоді не тільки знання, але й любов до рідної Батьківщини, до античності, пошану до чесної праці.
Уже до Другої світової війни Михайло Білик друкував свої наукові статті та переклади. Після війни його запросили на кафедру класичної філології Львівського університету, де він був призначений старшим викладачем.
Одним з перших професорів захистив кандидатську дисертацію на здобуття вченого ступеня кандидата філологічних наук на Вченій раді філологічного факультету на тему «„Роксоланія“ С. Кльоновича. Латинська поема про Русь. Генезис переклад і літературно — історичний коментар поеми». Це було перше ґрунтовне дослідження твору польського поета-гуманіста. У ній Кльонович дав поетичний опис селянського побуту на західноукраїнських землях, використавши багатий український фольклор. Консультантом і рецензентом М. Білика був професор І. Свєнціцький.
З дисертацією також пов'язані дві наукові розвідки вченого: «Давній Львів за „Роксоланією“ С. Кльоновича в перекладі Івана Франка» та «Український елемент в польській літературі XVI ст., писаній латинською мовою», в яких М. Білик виявив тонке знання польської мови і літератури, латини та історії Галичини.
На Вченій раді Львівського університету М. Білику було присвоєно вчений ступінь кандидата філологічних наук. У 1951 році у вузі проводилась «велика чистка» кадрів. Лекції професора стенографувалися з метою пошуку антирадянських тенденцій. Його звільнили з роботи в січні 1952 року, однак через кілька місяців поновили на посаді. Але ще через два роки професора звільнено із завідування кафедрою «за власним бажанням». Він залишається працювати доцентом до 1965 року, коли виходить на пенсію в 75 років. У Львівському університеті є портрет п. Білика.

## Творчість
Педагогічну діяльність М. Білик поєднував з перекладацькою та науковою роботою. Ще будучи викладачем класичних мов у Стрийській гімназії, він видає перших шість книг «Енеїди» давньоримського поета Вергілія. Цінні поради і відгуки щодо перекладу одержав ще у Варшавський період роботи від професора І. Огієнка. Зустрічається і листується також з Максимом Рильським, який схвалив переклад і обіцяв видати його працю після відповідної редакції. Одначе смерть поета затримала видання поеми. Схвальні відгуки М. Білик отримав від Миколи Бажана, який за браком часу та станом здоров'я відмовився редагувати переклад.
І тільки після втручання Олеся Гончара та Дмитра Павличка героїчна поема «Енеїда» була надрукована, але це вже сталося після смерті автора перекладу. Твір вийшов у видавництві «Дніпро» у 1972 році за редакцією Бориса Тена — відомого в Україні перекладача з античних мов «Одіссеї» та «Іліади» Гомера, старогрецьких поетів тощо. Передмову, коментарі і словник власних імен уклав Йосип Кобів. Це була визначна подія у царині українського перекладного мистецтва.
Другим великим досягненням М. Білика був переклад поеми С. Кльоновича «Роксоланія» з латинської мови українською, що вийшов у світ у видавництві «Дніпро» у 1987 році. У перекладі М. Білика видано цілий ряд віршів давньогрецьких ліриків, поезії римських поетів, а також стародавньої студентської пісні «Гаудеамус», які були надруковані в збірнику «Питання класичної філології» (випуск з 1963 року).
У галузі франкознавства професор написав статтю «„Едип цар“ Софокла у перекладі Івана Франка», в якій ґрунтовно проаналізував ідейно–естетичну цінність Франкового перекладу трагедії класика давньогрецької драматургії. Багато з цих поезій надруковано в «Антології української поезії» (том 1).
Після виходу на пенсію М. Білик творчо майже не працював, хворів. Після смерті дружини занедужав сильніше.
Помер М. Й. Білик 24 лютого 1970 року. Похований у Львові на 49 полі Личаківського кладовища.